# Горные войска в России

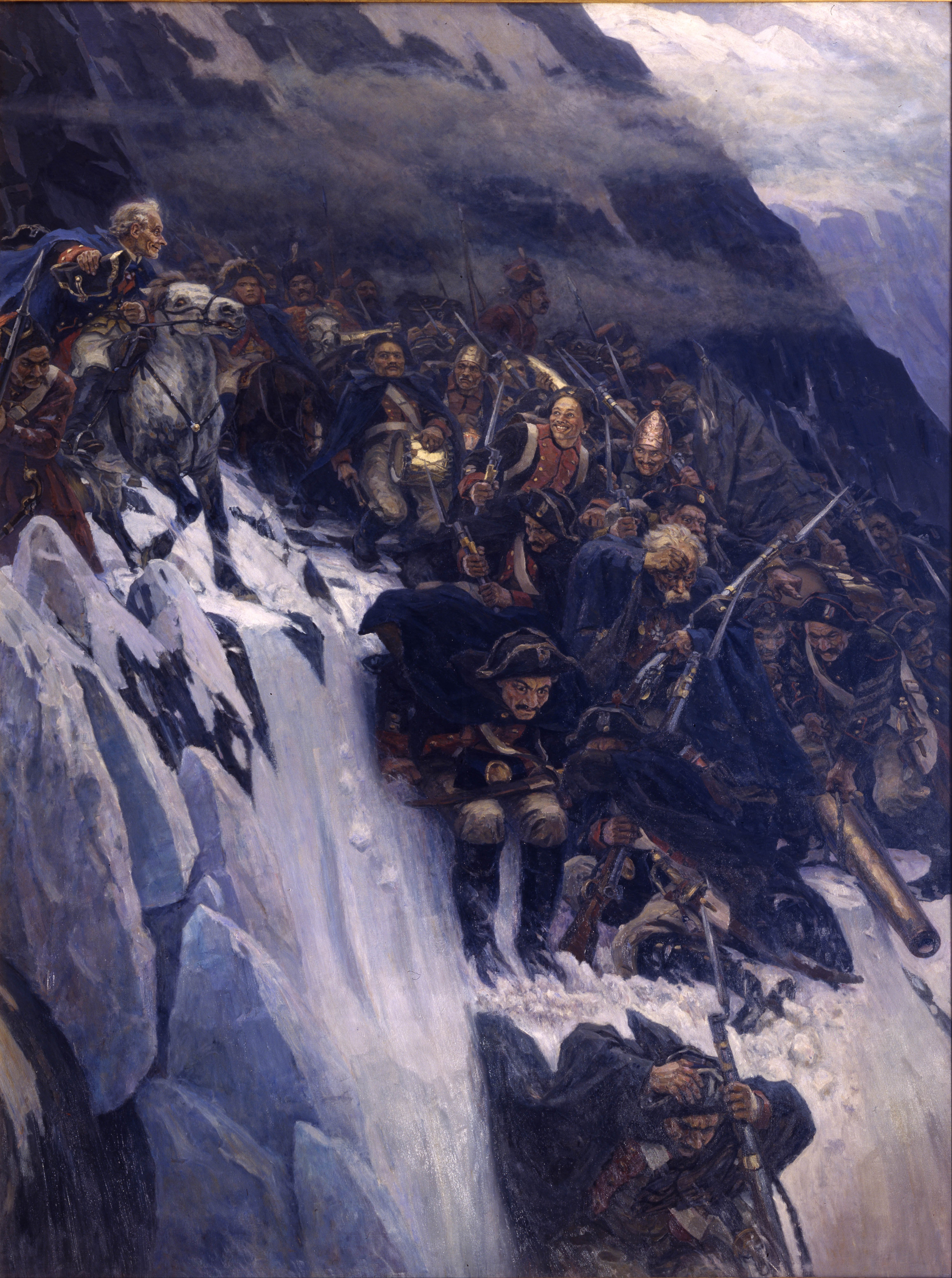
В. И. Суриков, картина «Переход Суворова через Альпы»

Го́рные войска́ — специально обученные стрелковые (пехотные), артиллерийские, инженерные и прочие соединения и части вооружённых сил государств, предназначенные для ведения боевых действий в горной местности.
В состав горных войск могут входить высокогорные (скалолазные), вьючные (горно-вьючные) и другие специальные горные части и подразделения. Они обычно комплектуются из жителей горных районов и получают специальное горное обмундирование и снаряжение.
В различных странах горные войска также именуют или именовали «альпийскими» (Франция, Италия, Германская империя до конца Второй мировой войны), «горнопехотными» (в ряде современных европейских стран).

## Структура
- Горные стрелки (горно-пехотные, горно-стрелковые соединения и части) — основа горных войск. В основном состоят из горно-стрелковых (горно-пехотных, горных) частей и подразделений
- Горно-артиллерийские части. Входят в горные соединения и части. Род войск — артиллерия
- Горно-кавалерийские соединения и части (ГВК)[2]. Были широко распространены в Советском Союзе в 1920—1930-е годы. Род войск — кавалерия
- Танковые части горных соединений. Работой над этой темой занялись в середине 80-х годов в конструкторском бюро челябинского тракторного завода. Было изготовлено 3 варианта машины, которая получила наименование «горный танк». Впоследствии была создана БМПТ[3]. Хотя отдельные разработки существовали уже с конца 30-х годов[4]. Серийных горных танков не выпускали и не выпускают. Танковые части горнострелковых и горнокавалерийских дивизий РККА в 1930—1940-х годах имели обычные танки и бронеавтомобили и именовали «бронетанковыми дивизионами» без приставки горный

## История горных войск России

### В Российской империи

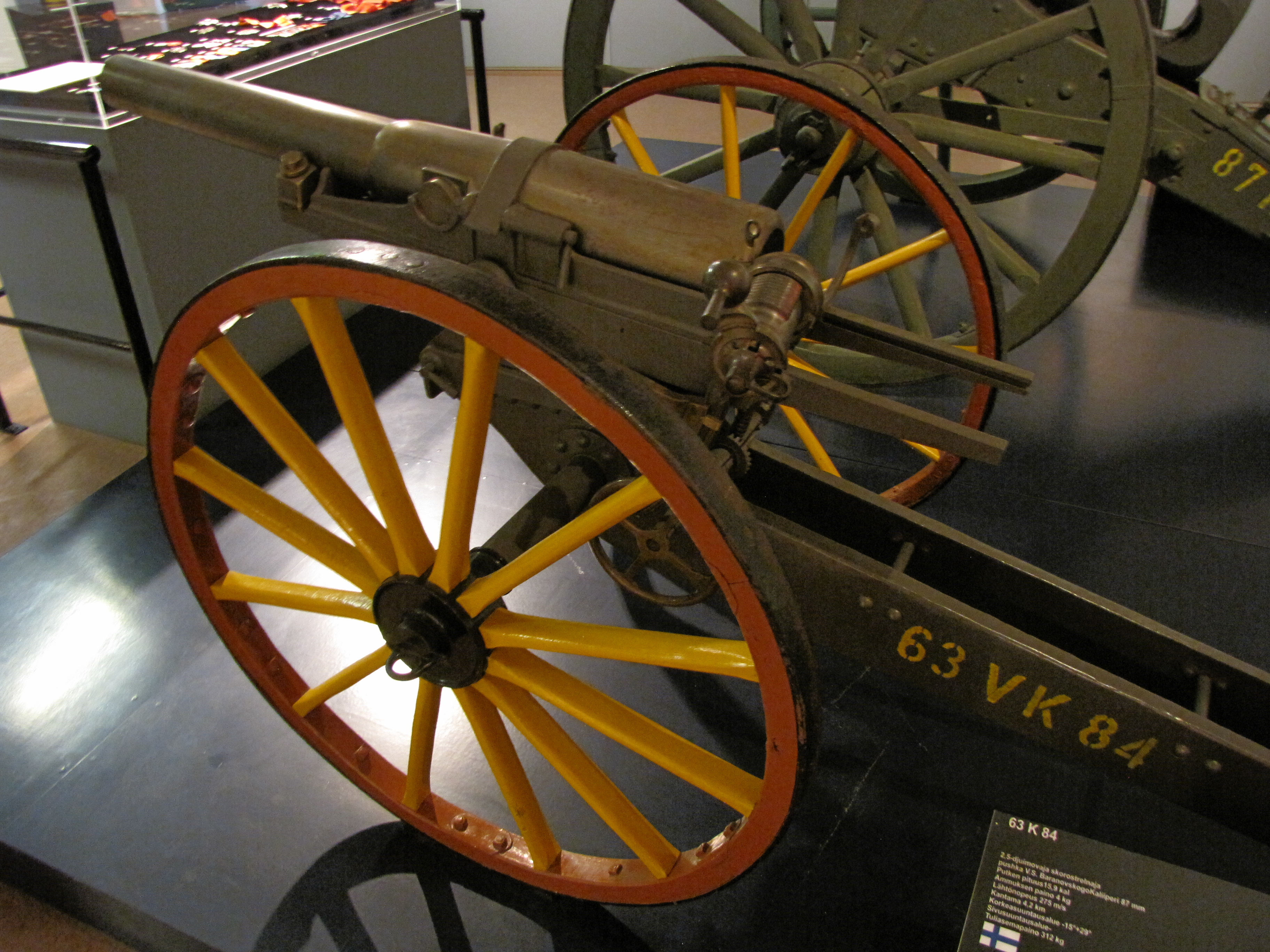
63,5-мм пушка Барановского

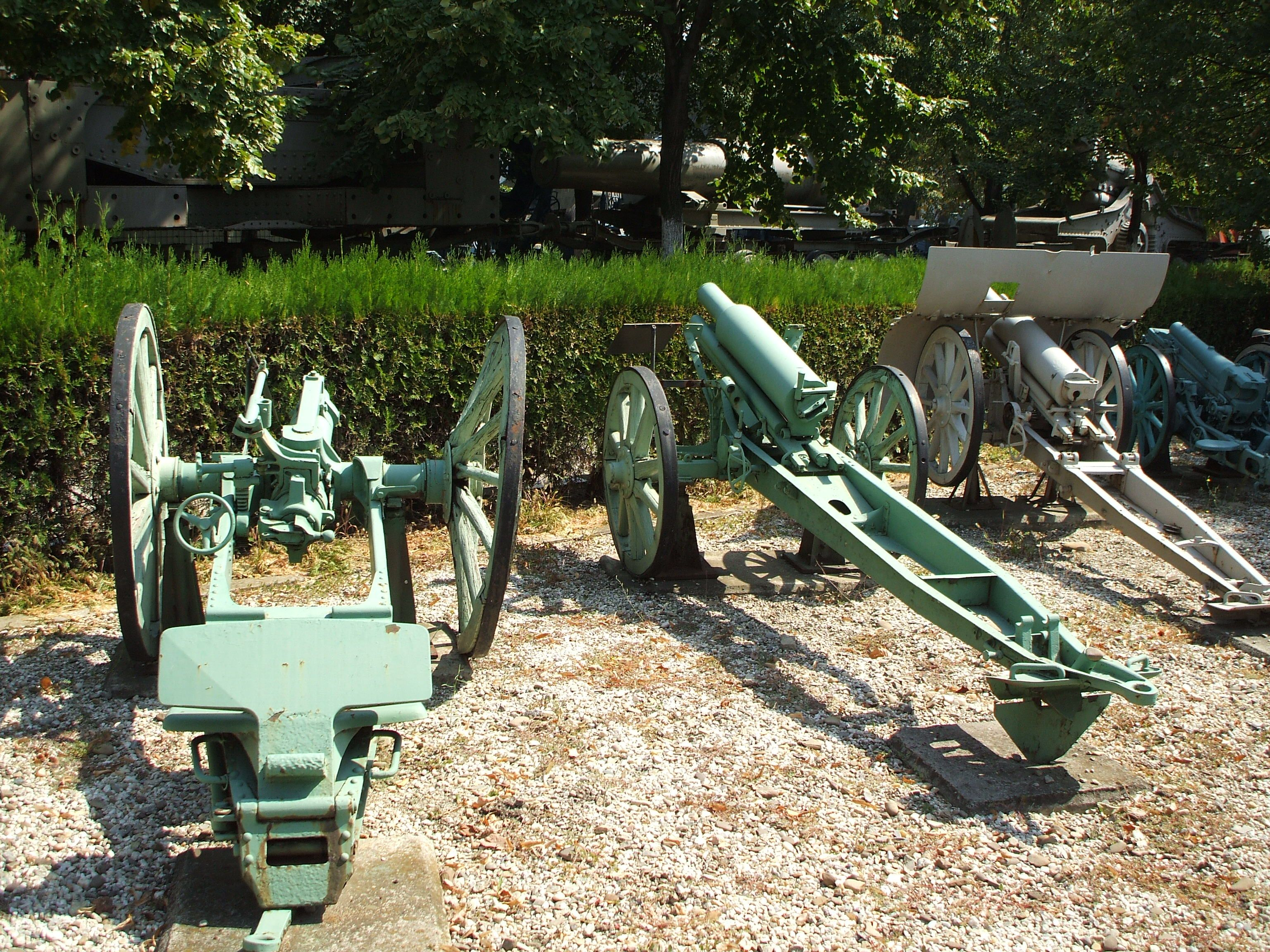
Слева 76-мм горная пушка образца 1904 года без щита, в центре без щита и справа со щитом 76-мм горные пушки образца 1909 года

Необходимость специальной подготовки отдельных частей к действиям в горах, впервые возникла в 40-е годы XIX века, когда Русская императорская армия в Дагестане столкнулась с отрядами имама Шамиля. Подвижные, приспособленные к жизни и действиям в горах местные жители легко выходили из боя и ускользали от преследования.
В Российской империи были приняты на вооружение специальные горные пушки: трёхфунтовая (76,2-мм) образца 1867 года, двух с половиной дюймовые (63,5-мм) горная Барановского и горная образца 1883 года, 76-мм горные образца 1904 и 1909 годов. Ими комплектовались горно-артиллерийские батареи в военных округах имеющих горные районы или прилегающих к ним в — Кавказском, Туркестанском, Приамурском и Киевском.
С 1910 года полевая артиллерия подразделялась на лёгкую и конную, горную и конно-горную, мортирную и тяжёлую.

### После Октябрьской революции
Согласно российскому военному историку, сотруднику Института военной истории Минобороны России, Алексею Исаеву, специфической альпинистской подготовки перед Великой Отечественной войной советские горнострелковые части не получали. По сути, это были несколько облегченные обычные дивизии. Особенностью горных соединений были преимущественно гужевой транспорт в тылах и артиллерии, горные орудия в артиллерийском полку и полковых батареях горнострелковых полков.
В то же время, согласно данным исследований, проведённых научными сотрудниками РГВА под руководством Т. Ф. Каряевой, советские горнострелковые дивизии отличались особой организацией частей и подразделений, специальным оборудованием, вооружением, спецификой подготовки личного состава.
В 1928 году 1-я и 3-я Туркестанские стрелковые дивизии и в 1929 году Азербайджанская дивизия в опытном порядке были переведены на горную организацию, которая получила широкое распространение к 1931 году. Горнострелковые дивизии включали по 3—4 горнострелковых полка, 1—2 артиллерийских полка, отдельный зенитный дивизион или батарею, кавалерийский эскадрон и специальные подразделения обеспечения и обслуживания.
Горнострелковая дивизия РККА
Российские и советские историки, в том числе Хаджи-Мурат Ибрагимбейли, пишут о существовавших в годы Великой Отечественной войны специально обученных, хорошо вооружённых и оснащенных для действий в горах советских горнострелковых соединениях.

### В борьбе с басмачеством
Со дня своего образования таджикский горно-стрелковый батальон активно принимал участие в разгроме басмачей и защите мирного труда населения Таджикистана. С ростом республики рос и укреплялся состав таджикского батальона.
2 марта 1927 года отдельный Таджикский горно-стрелковый батальон (Душанбе) был подчинён 7-й отдельной Туркестанской кавалерийской бригаде. 11 октября 1931 года отдельный Таджикский горно-стрелковый батальон реорганизован в Таджикский кавалерийский дивизион. Приказом командующего войсками САВО № 7/5661с от 1.10.32 г. отдельный Таджикский кавалерийский дивизион развернут в Таджикский имени ЦИК Таджикской ССР кавалерийский полк. Примерно в это же время полк стал горно-кавалерийским.

### Советские горные войска в Великой Отечественной войне
К началу Великой Отечественной войны в РККА было 19 горнострелковых и 4 горнокавалерийские дивизии (ГСД и ГКД).
В отличие от СД горнострелковая дивизия включала в свой состав:
- управление (командование и штаб);
- 4 горнострелковых полка (каждый из которых состоял из пяти горнострелковых рот (батальонное звено отсутствовало) и других подразделений);
- другие части и подразделения.

Горнокавалерийская дивизия, в отличие от кавалерийской, имела несколько меньшее количество техники и личного состава и в артиллерийском дивизионе и батареях трёх горнокавалерийских полков, горные пушки и миномёты, при примерно равном числе лошадей в дивизиях и большем в горнокавалерийском полку, чем в кавалерийском.
Личный состав горнострелковых и горнокавалерийских дивизий проходил подготовку для ведения боевых действий в условиях сильно пересечённой и лесистой местности, на вооружение дивизий поступали горные орудия и миномёты, приспособленные для транспортирования в конских вьюках. ГСД формировали по штату № 4/140, предусматривавшему в каждой из них 8 829 человек личного состава, 130 орудий и миномётов, 3 160 лошадей, 203 автомашины, 6960 винтовок и карабинов, 788 автоматов, 110 станковых и 314 ручных пулемётов.
- 126-й лёгкий горно-стрелковый корпус (до этого, 1-й легко-стрелковый корпус);
- 127-й лёгкий горно-стрелковый корпус (до этого, 2-й легко-стрелковый корпус);
- 3-й горно-стрелковый корпус (он же до 21 июня 1943 г. — 3-й стрелковый корпус);
- Горная инженерно-сапёрная бригада

#### Советские войска в Иране
В соответствии со статьёй 6-й Советско-иранского договора 1921 года, СССР имел право ввести свои войска в Иран «для самообороны».
31 августа, в районе Астары Каспийская военная флотилия высадила десант в составе 105-го горнострелкового полка и артдивизиона 77-й горнострелковой дивизии.
Поскольку в Иран вошли и английские войска, действовавшие с территории Ирака, иранские вооружённые силы по приказу командования 29—30 августа 1941 года сложили оружие. В ходе переговоров Тегеран соглашался выслать из страны всех граждан Германии и её союзников и не препятствовать транзиту военных грузов для СССР по ленд-лизу.
Чтобы ускорить этот процесс, советские 68-я горно-стрелковая дивизия из состава 44-й армии и 24-я кавалерийская дивизии в середине сентября на время заняли Тегеран.
68-я горнострелковая дивизия находилась на территории северного Ирана до мая 1946 года, после чего была выведена на территорию Туркестанского военного округа.

#### Битва за Кавказ
В январе 1942 года 178-й мотострелковый батальон оперативных войск НКВД развернут в 141-й горнострелковый полк.
Когда немецкое командование двинуло в горы специальные альпийские дивизии, чтобы захватить перевалы, открыть путь в Закавказье, на защиту Кавказа встали и советские альпинисты. И помощь их была очень существенна.
Для обороны труднодоступных высокогорных районов Грузинской ССР формировались специальные горно-стрелковые отряды. По указанию командующего фронтом к перевалам были подтянуты дополнительные силы. Это позволило советским войскам остановить дальнейшее наступление противника.
Х. М. Ибрагимбейли, работавший в Институте военной истории начальником группы отдела истории Великой Отечественной детально описывает участие советских горнострелковых частей в Битве за Кавказ.
Часть 46-й армии была переброшена на высокогорные перевалы, в горные проходы, дефиле и на ледники центральной части Главного Кавказского хребта. Перед 46-й армией встала весьма трудная задача. Следовало остановить и опрокинуть сильного, хорошо подготовленного для войны в горах и превосходно оснащенного врага. Для этого требовались специальные, хорошо обученные горнострелковые войска. А в 46-й армии, да и вообще на Закавказском фронте, таких войск не было. Большинство горнострелковых дивизий, готовившихся в мирное время в Закавказье, в своё время было переброшено на другие участки советско-германского фронта. Однако преимущество егерей 49-го горнострелкового корпуса, которое определяло характер и ход боевых действий на высокогорных перевалах Главного Кавказского хребта было утрачено после появления здесь советских горнострелковых подразделений.
Воспользовавшись немногочисленностью прикрытия подходов к Главному Кавказскому хребту с севера, части 1-й горнострелковой дивизии «Эдельвейс» в середине августа вступили в бой с советскими горнострелковыми отрядами на Эльбрусском и Клухорском направлениях. 18 августа горные егеря противника вышли на южные склоны Эльбруса и захватили перевалы Хотю-Тау и Чипер-Азау.
Трудно переоценить то, что сделали советские альпинисты на защите Кавказа, как они устраивали переходы через снежные и ледяные перевалы тысячам и тысячам беженцев, как помогли спасти десятки тысяч голов крупного и мелкого рогатого скота, как уносили запасы драгоценного молибдена.

### Война в Афганистане
О действиях советских горнострелковых частей в Афганской войне 1979—1989 известно не много. Их участие в войне упоминается лишь в художественных произведениях[каких?].
По директиве Генерального Штаба ВС СССР № Д-0314/3/00655, в ОКСВА, в каждой мотострелковой бригаде (МСБр) и мотострелковом полку (МСП), на базе штатных мотострелковых батальонов (МСБ), получив соответствующее горное обмундирование и снаряжение были созданы горно-стрелковые батальоны, в которых личный состав проходил непродолжительную горную подготовку (в связи со слабой подготовкой военнослужащих, отсутствием специалистов-«горников», должный эффект достигнут не был).
На базе двух инженерных горно-дорожных рот был сформирован 2088-й отдельный инженерный батальон (2088-й оиб), занимавшийся строительством дорог в северных провинциях Афганистана (стоявший в крепости Сардоба на дороге Ташкурган (другое название Хульм — город в Афганистане у входа в ущелье Танги пасс (Ворота Александра Македонского), расположенный на трассе Хайратон — Кабул) — Кундуз и в Кундузе в 1981—1985 годах, с 1985 года в Чарикаре). 2088-й ОИБ включён в 1985 году в 45-й инженерно-сапёрный полк (45-й ИСП), как инженерный батальон разграждения.

### Накануне развала СССР
В составе сухопутных войск ВС СССР Советского Союза находилась единственная из специализированных горных бригад — 68-я отдельная мотострелковая бригада горная (68-я ОМСБр(г)), дислоцированная в Киргизской ССР. 68-я ОМСБр(г) по штату военного времени должна была насчитывать 3 800 человек личного состава, но как и все формирования ВС СССР, содержалась по штатам мирного времени и имела численность личного состава — 1 800 человек. В состав бригады входили:
- управление;
- 2 мотострелковых батальона (МСБ) на БМП-1, усиленные подразделениями самоходно-артиллерийских установок «Нона»[15] (12 единиц) и гранатомётными отделениями АГС-17 «Пламя»;
- 2 мотострелковых батальона (горных) МСБ(г) на автомобилях ГАЗ-66, усиленных отделениями АГС-17 «Пламя», а также огнемётными, миномётными и противотанковыми подразделениями;
- отдельный самоходный артиллерийский дивизион (ОСАДН) (18 штук 122-мм САУ «Гвоздика»);
- батарею 120-мм миномётов;
- зенитно-ракетную артиллерийскую батарею, включавшую взвод из четырех ЗРК «Стрела-10» и взвод из четырех ЗСУ-23-4 «Шилка».

Для увеличения степени мобильности и автономности действий 68-й ОМСБр (г) в условиях высокогорья, в штат бригады были введены отдельный кавалерийский эскадрон (ОКЭ) и отдельная вьючно-транспортная рота (ОВТР). Штатно в ОКЭ было сначала 510 лошадей, а в последующем — 170, в ОВТР — 225. Кавалерийские и вьючные подразделения были сформированы и готовились для действий в горах. Кроме того, в ОКЭ было 8 минно-розыскных собак.

### Нынешнее время
- 34-я отдельная мотострелковая бригада (горная) (34 омсбр(г)) (ст. Сторожевая, Карачаево-Черкесская Республика).
- 291-й гвардейский мотострелковый полк (291 мсп) (п. Борзой, Чеченская Республика)[18].
- 858-й отдельный мотострелковый батальон (горный) (858 омсб(г)) 201-й военной базы (г. Душанбе, Таджикистан).
- 7-я гвардейская десантно-штурмовая дивизия (горная) (7 дшд(г)) (г. Новороссийск, Краснодарский край).
- Отдельный мотострелковый батальон (горный) 126-й отдельной бригады береговой обороны. (с. Перевальное, Республика Крым).
- 55-я отдельная мотострелковая бригада (горная) (55 омсбр(г)) (г. Кызыл, Республика Тува).
- 414оггбмп 2001-2003г Чеченская республика место г каспийск республика дагестан 77 обмп  звание горно- егерский приказом призидента рф с 30.10.2000г

## Вооружение советских горных войск
На вооружение советских горнострелковых, горно-артиллерийских и горно-кавалерийских дивизий, полков и дивизионов поступали различные образцы вооружения, разработанные специально для боевого применения в горах.

### Горная артиллерия

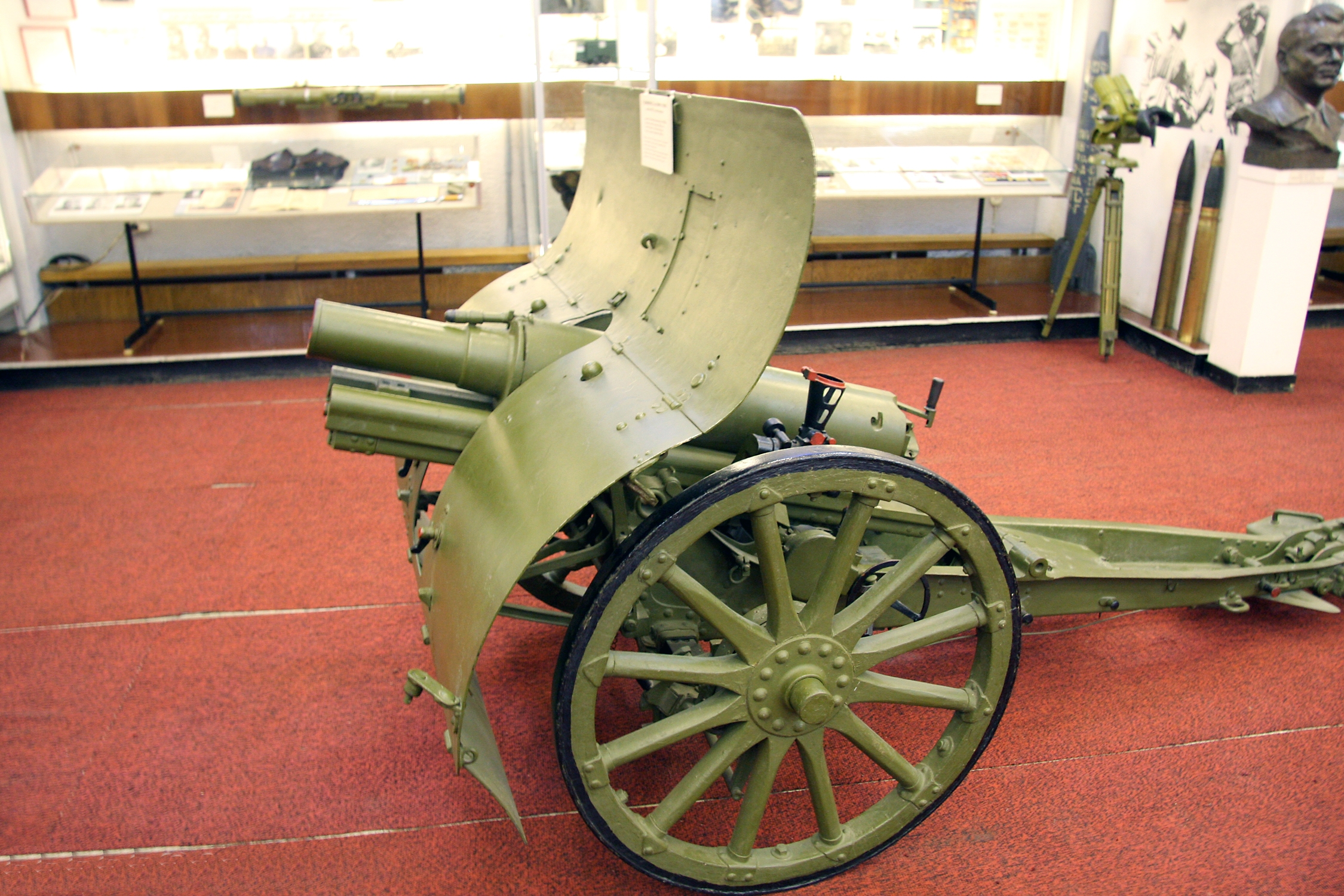
76-мм горная пушка образца 1909 года

В горнострелковых дивизиях в 1939—1940 годах имелся горно-артиллерийский полк: 3 дивизиона 76-мм горных пушек и дивизион 122-мм гаубиц. Дивизионы по 3 батареи, в батарее по 3 орудия. В 1941 году в горнострелковой дивизии стало 2 полка: гаубичный и горно-артиллерийский. В гаубичном полку было 2 дивизиона 122-мм гаубиц (24 орудия), в горном — 2 дивизиона с 2 батареями 76-мм пушек (по 4 орудия) и 1 батареей 107-мм миномётов (6 миномётов) в каждом. Дивизионная артиллерия горно-кавалерийской дивизии была представлена одним горно-артиллерийским дивизионом: 8 штук 76-мм горных пушек и 6 штук 107-мм миномётов. Состояли и готовились к принятию на вооружение следующие артиллерийские системы:

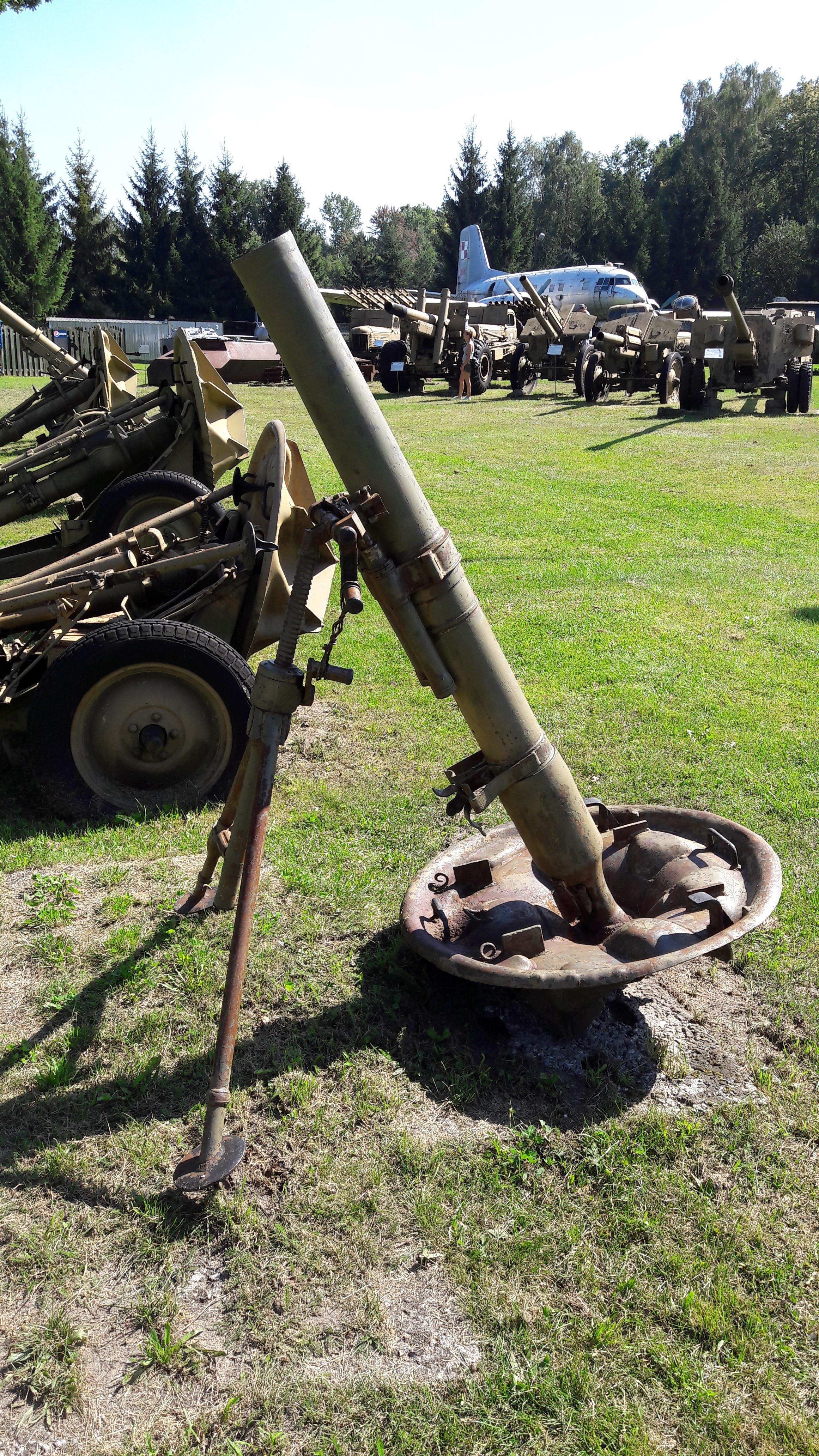
107-мм миномёт образца 1938 года

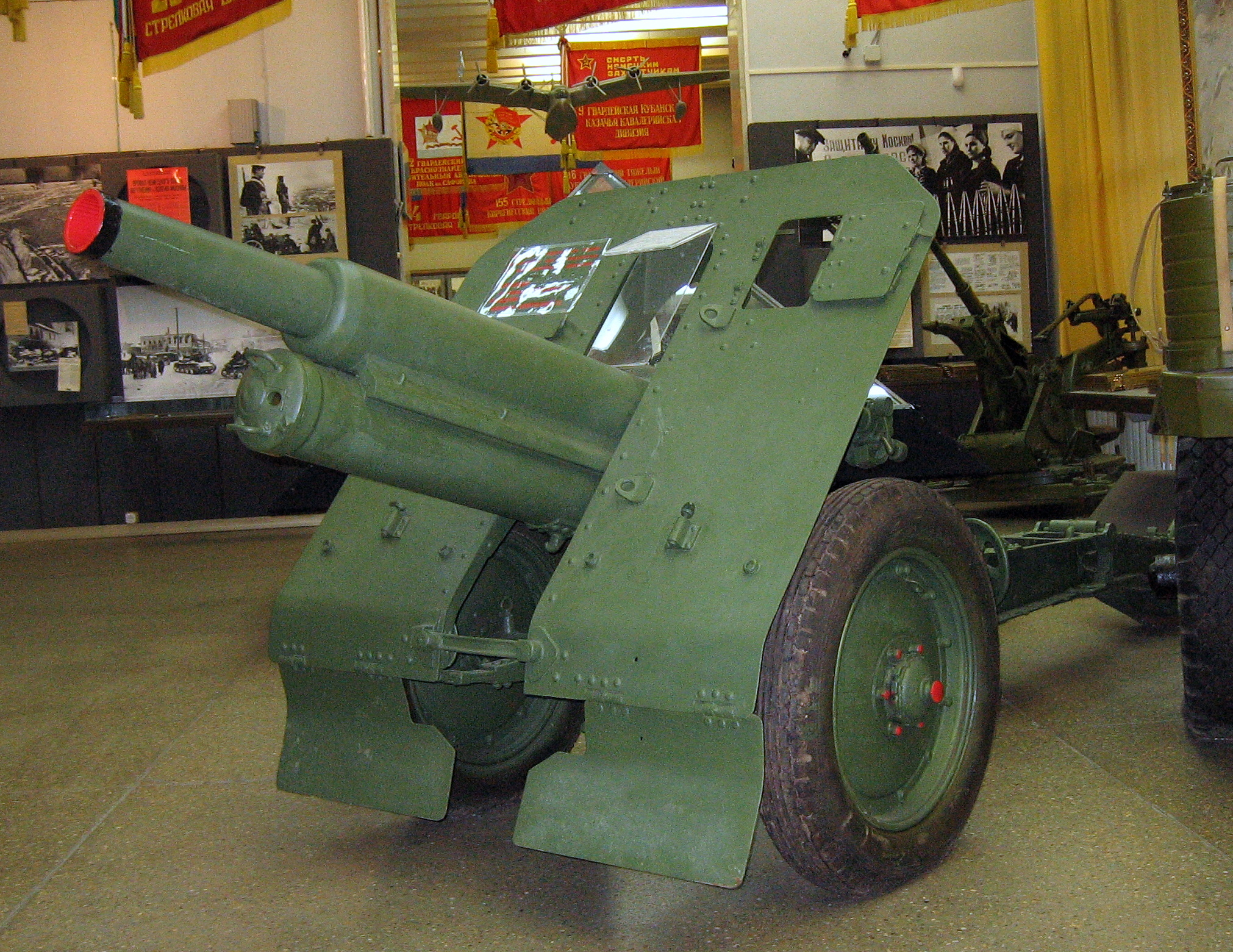
76-мм горная пушка образца 1938 года

- 76-мм горная пушка образца 1909 года. Была разработана фирмой Schneider в 1905 году. Выиграв конкурс, 26 февраля 1909 года поступила на вооружении русской армии. К 1 ноября 1936 года в частях РККА состояло 622 пушки, из которых исправными были 572 орудия. Пушка выпускалась до 1939 года. На 22 июня 1941 года на вооружении РККА состояла 1121 горная пушка образца 1909 года. Использовали в горнострелковых и горно-кавалерийских соединениях. Иногда их использовали вместо полковых орудий[19].
- 107-мм полковой горно-вьючный миномёт образца 1938 года

- 76-мм горная пушка образца 1938 года. Была разработана в 1938 году в конструкторском бюро под руководством Л. И. Горлицкого на основе 75-мм пушки C-5 фирмы Škoda. Принята на вооружение в мае 1939 года. Поступала на вооружение артиллерийских батарей горнострелковых полков и горно-артиллерийских полков и дивизионов горнострелковых и горно-кавалерийских дивизий. На 1 июня 1941 года в войсках имелось около 800 орудий, из них — 234 орудия в западных приграничных округах. С 1944 года пушки входили в состав смешанных горно-артиллерийских дивизионов горнострелковых бригад[19].
- 107-мм гаубица конструкции Горлицкого (опытный образец). Проектирование 107-мм горных гаубиц началось в 1938 году. Испытания 107-мм гаубицы Горлицкого проводились в 1939—1940 годах. Гаубицу планировалось производить со второй половины 1941 года, но после начала войны с Германией все работы были прекращены[19].
- лёгкая горная установка 8-М-8 для пуска реактивных снарядов РС-82 создана группой во главе с военинженером 3-го ранга А. Ф. Алферовым осенью 1942 года.[20]
- 82-мм установка залпового огня БМ-8-12 образца 1943 года. Предназначалась для горнострелковых войск. Могла перевозиться на вьюках, но чаще устанавливалась на легковых автомобилях повышенной проходимости[19]

## Подготовка кадров для горных войск
Подготовка офицерского состава (горная подготовка) для горнострелковых соединений, частей и подразделений была организована в пяти высших военных училищах СССР:
- Орджоникидзевском высшем общевойсковом командном училище имени Маршала Советского Союза А.И. Еременко (ОрджВОКУ);
- Алма-Атинском высшем общевойсковом командном училище имени Маршала Советского Союза И.С. Конева (АВОКУ);
- Ташкентском высшем общевойсковом командном училище имени В.И. Ленина (ТВОКУ);
- Бакинском высшем общевойсковом командном училище имени Верховного Совета Азербайджанской ССР (БВОКУ);
- Тбилисском высшем артиллерийском командном училище (ТВАККУ).

## В популярной культуре

### В мемуарах
Писатель Виталий Закруткин, участник обороны Кавказа, привёл в своей книге «Кавказские записки» слова старого жителя гор, военфельдшера Порфирия Ивановича, который говорил, что горы имеют свои законы. Тот, кто научился читать их тайны, не пропадёт. Он сумеет схорониться и напасть на врага, найти дорогу и укрыться от бури. А тот, кто не обучен законам гор, пропадёт ни за понюх табаку.

### В художественной литературе
В книге российского писателя в жанре «боевик» Владимира Колычева, главный герой Ярослав Барьянов отправлется на войну в Афганистане, где в составе горнострелкового батальона принимает участие в операции «Магистраль».

### В поэзии
Членом союза писателей СССР Борисом Александровичем Чулковым написано одноимённое стихотворение, посвящённое горным войскам (фрагмент):
Днём и ночью бессменно 
Быть им в первых рядах 
И коль надо, так надо 
Жизнь поставят на кон… 
Так, без лишних парадов, 
Служит их гарнизон.Борис Чулков
Одна из песен времён Великой Отечественной войны («Баксанская песня») посвящена горным стрелкам — участникам боёв в Баксанском ущелье:
Где снега тропинки заметают,
Где вершины грозные стоят,
Эту песнь сложил и распевает
Альпинистов боевой отряд.Андрей Грязнов в соавторстве